# Veem House for Performance

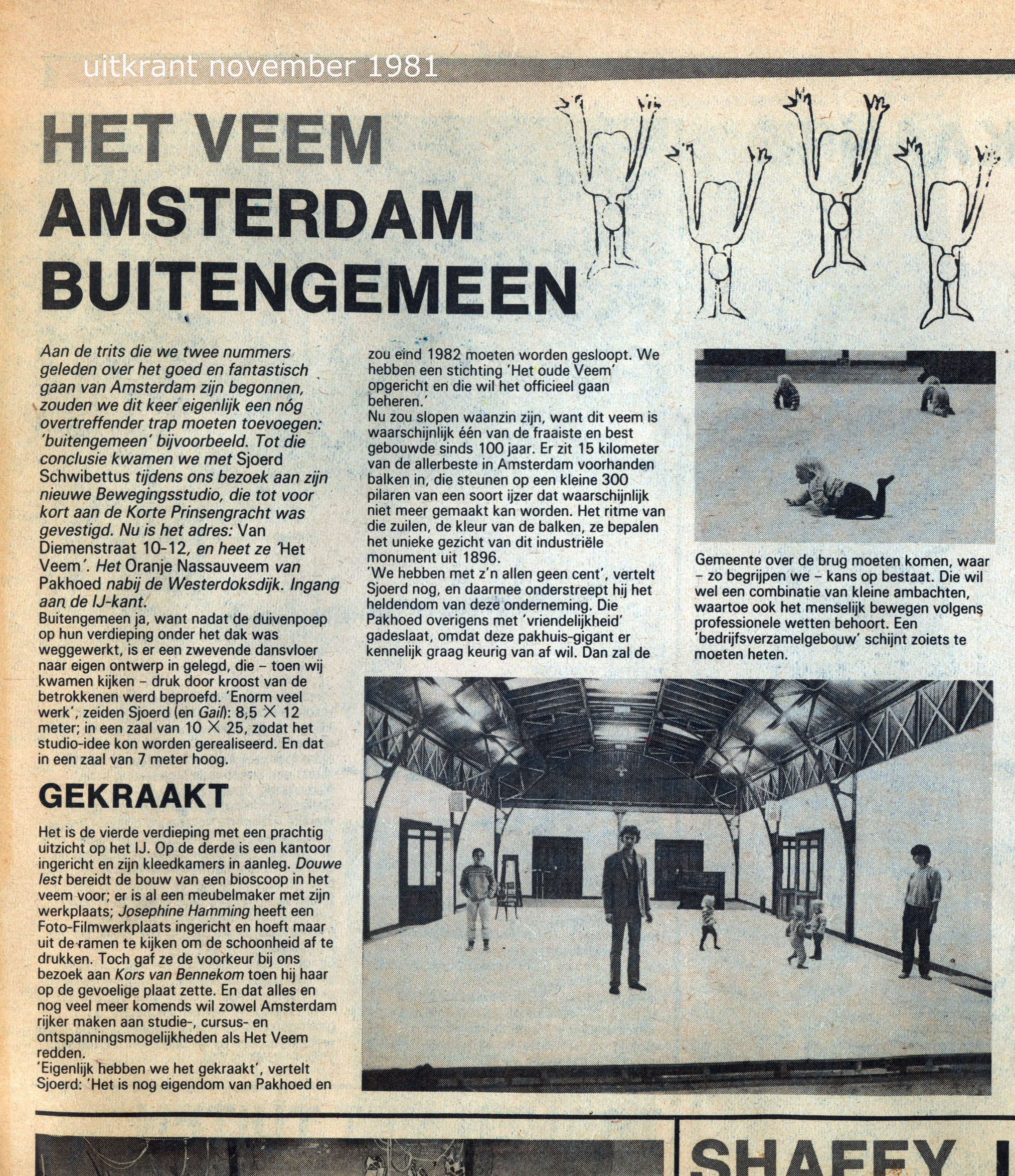
Uitkrant van november 1981

Veem House for Performance (tot 2014: Het Veem Theater) is een productiehuis, werkplaats, podium, laboratorium en expertisecentrum van eigentijds mimetheater, gevestigd in Werkgebouw "Het Veem" in Amsterdam. Het gebouw staat aan de Van Diemenstraat en de Oude Houthaven langs het IJ, ten westen van het Centraal Station.

## Geschiedenis

Logo van Het Veem Theater bij oprichting in november 1981. In het beeld is de gewelfde gietijzeren draagconstructie te zien van de voormalige monster-toonzaal van het oude veemgebouw.

De oprichting van Het Veem Theater werd in de Uitkrant Amsterdam van november 1981 het eerst verslagen. De titel van het artikel van Martin van Duynhoven luidde: "Het Veem Amsterdam Buitengemeen". Kors van Bennekom was de fotograaf van de foto's van het studio-theater in aanbouw. Oprichters en artistieke leiding waren Sjoerd Schwibettus en Gail Dockery. Hun mime-dansgezelschap Stichting Bewegingsstudio werd vaste bespeler. Zij vormden met Jaap den Baars en Josephine Hamming ook de pioniers van het alternatieve bedrijfsverzamelgebouw Het Veem aan de Van Diemenstraat. Met hun kraakactie en de oprichting van de stichting (later vereniging) Werkgebouw Het Veem werd op 7 november 1981 een open dag gehouden voor alle geïnteresseerden die werkruimte zochten.

## Gebruik
Het Veem Theater is het enige podium in Nederland dat zich toelegt op mime en aanverwant theater en zich daarmee profileert. Het ondersteunt zowel jonge, net afgestudeerde, theatermakers als meer ervaren makers.